# Бойченко Павло Іванович
Бойченко Павло Іванович (24 листопада 1979, Шевченкове);—голова Кілійської Об'єднаної територіальної громади з 23 травня 2018 року, голова Кілійської районної ради VII скликання (2015—2018 р.). Депутат Одеської обласної ради VI скликання, член партії Блок Петра Порошенка «Солідарність». Депутат Київської міської ради.

## Освіта
У 1995 році закінчив Шевченківську загальноосвітню школу.
У 2005 році закінчив Боннську богословну семінарію.
У 2010 році закінчив Ізмаїльський державний гуманітарний університет та здобув кваліфікацію викладача соціальної педагогіки.
З 2016 по 2018 роки проходив навчання у Одеському регіональному інституті державного управління НАДУ при Президентові України.
На місцевих виборах 2020 року був обраний депутатом Київської міської ради 9-го скликання.

## Трудова діяльність
2007–2010 — помічник народного депутата України Дубового Олександра Федоровича.
2008–2015 — керівник філіалу благодійної організації «Фонд добра та любові» у Ізмаїльському районі.
З 2010–2015 — депутат Одеської Обласної Ради VI скликання.
З 2015 — по 2018 р. — голова Кілійської районної ради VII скликання.
З 23 травня 2018 р. — голова Кілійської Об'єднанної Територіальної Громади.
З 25 жовтня 2020 р. — депутат Київської міської ради. VIII скликання.

## Особисте життя
Одружений. Дружина — Бойченко Оксана Анатоліївна. Має чотирьох доньок та сина.

## Цікаві факти
Був запрошений у складі української делегації, сенаторами і конгресменами США на 65-й Національний молитовний сніданок у Вашингтон, в якому брав участь 45-й президент США Дональд Трамп.